# 高橋幸史
高橋 幸史（たかはし こうじ、1977年1月23日 - ）は元アメリカンフットボールプレイヤー。兵庫県出身。Xリーグ松下電工インパルス（現・パナソニック インパルス）に所属していた。ポジションはクォーターバック (QB) 。身長180cm、体重75kg。背番号は学生時代から一貫して「17」。

## 略歴
仁川学院高等学校卒業。1995年、近畿大学に入学、近畿大学デビルスに入部。オフェンスの大黒柱として活躍し、1998年には関西学生オールスターにQBとして有馬隼人と共に選出される。落いたきのある、安定したラン、パスで西宮ボウル（現・えびすボウル）MVP、グッドウィルボウル優秀選手賞などを受賞し、当時関西学生界No.1QBの称号を得る。
2000年、松下電工（後のパナソニック電工、現パナソニック）に入社、松下電工インパルスに入部。同チームQB高橋公一と「ダブル高橋」として共にオフェンスを支えた。チームの強化策が実を結ぶのは2004年、鉄壁の守備陣にも支えられ、日本社会人選手権ジャパンXボウルではアサヒビールシルバースターを15-6で破り、チームとして9年ぶり4度目の社会人王者に返り咲く。続く新春3日、日本選手権第58回ライスボウルでは3連覇を狙う立命館大学パンサーズを26-7で下し、チームは10年振り2度目、自身は初の日本一となり、社会人チームによる4年ぶりの王座奪還に貢献した。2007年、松下電工インパルスを引退。